# Крумпендорф-ам-Вёртерзе
Крумпендорф-ам-Вёртерзе (нем. Krumpendorf am Wörthersee) — община (нем. Gemeinde) в Австрии, в федеральной земле Каринтия, на побережье озера Вёртер-Зе.
Входит в состав округа Клагенфурт-Ланд. Население составляет 3194 человека (на 31 декабря 2005 года). Занимает площадь 11,86 км².

## Политическая ситуация
Бургомистр общины — Хильде Гаггль (АНП) по результатам выборов 2003 года.
Совет представителей общины (нем. Gemeinderat) состоит из 19 мест.
- АНП занимает 9 мест.
- СДПА занимает 6 мест.
- АПС занимает 3 места.
- Зелёные занимают 1 место.

## Фотографии

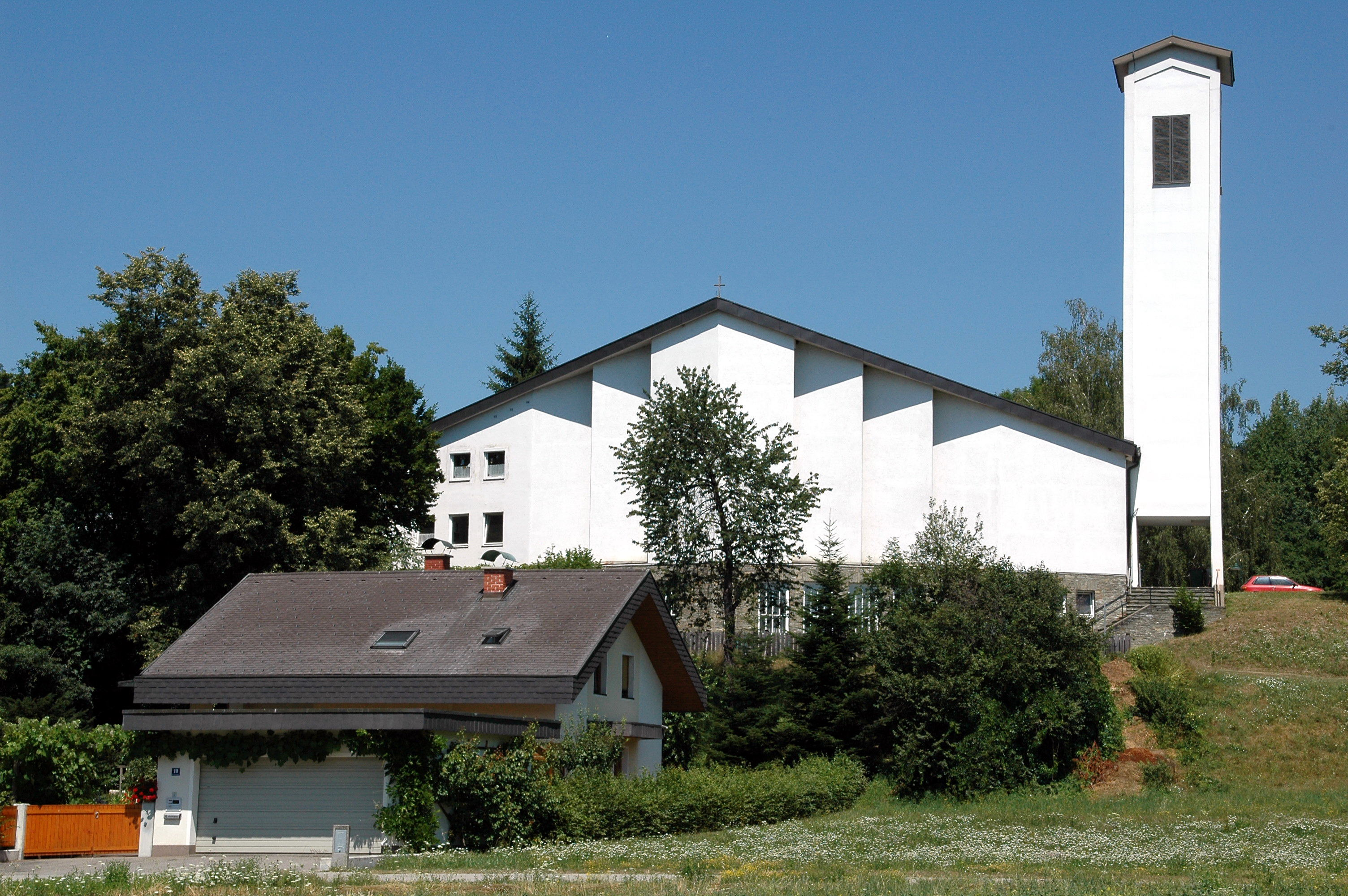
Католическая церковь
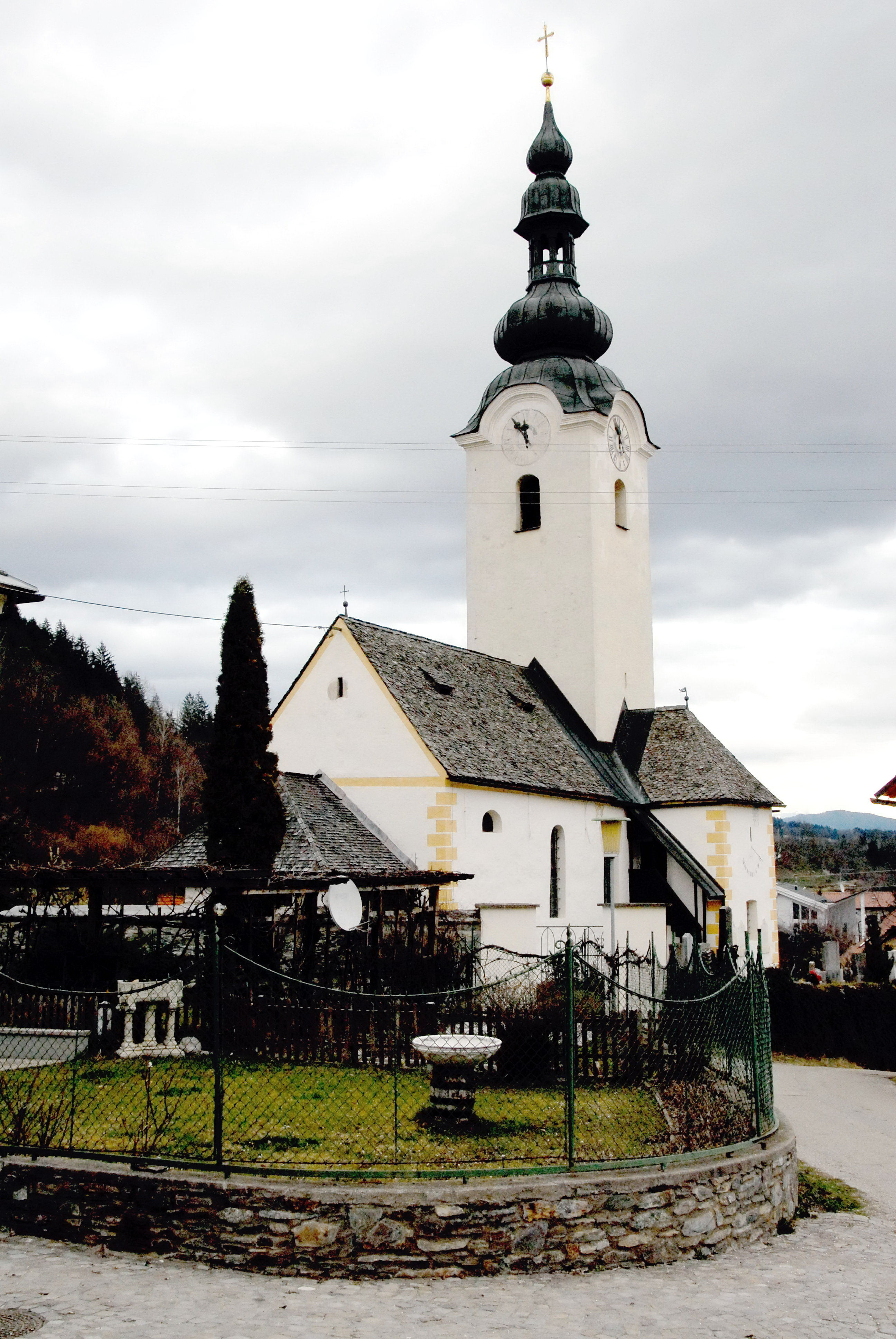
Приходская церковь в Тультшниге
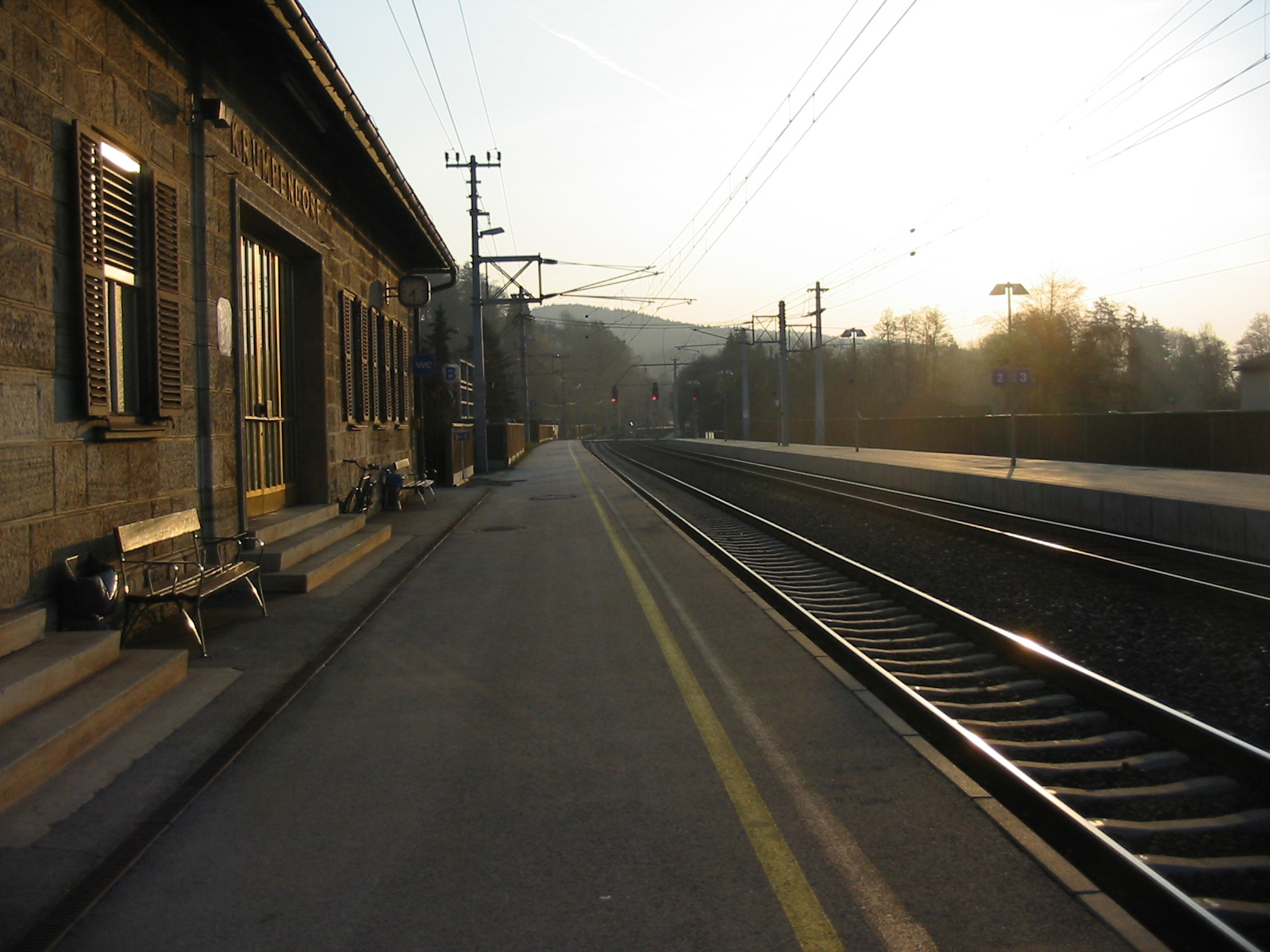
Вокзал
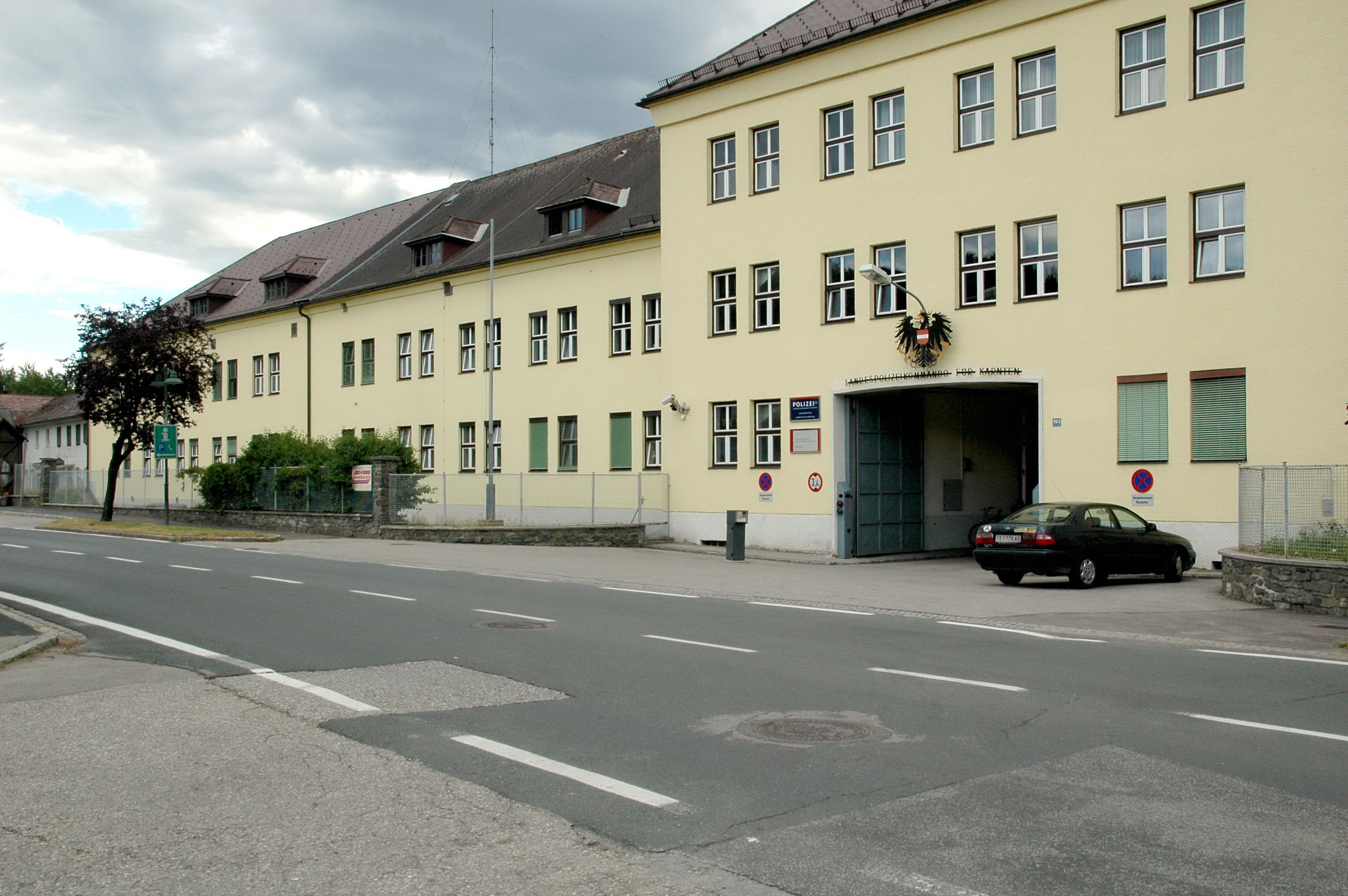
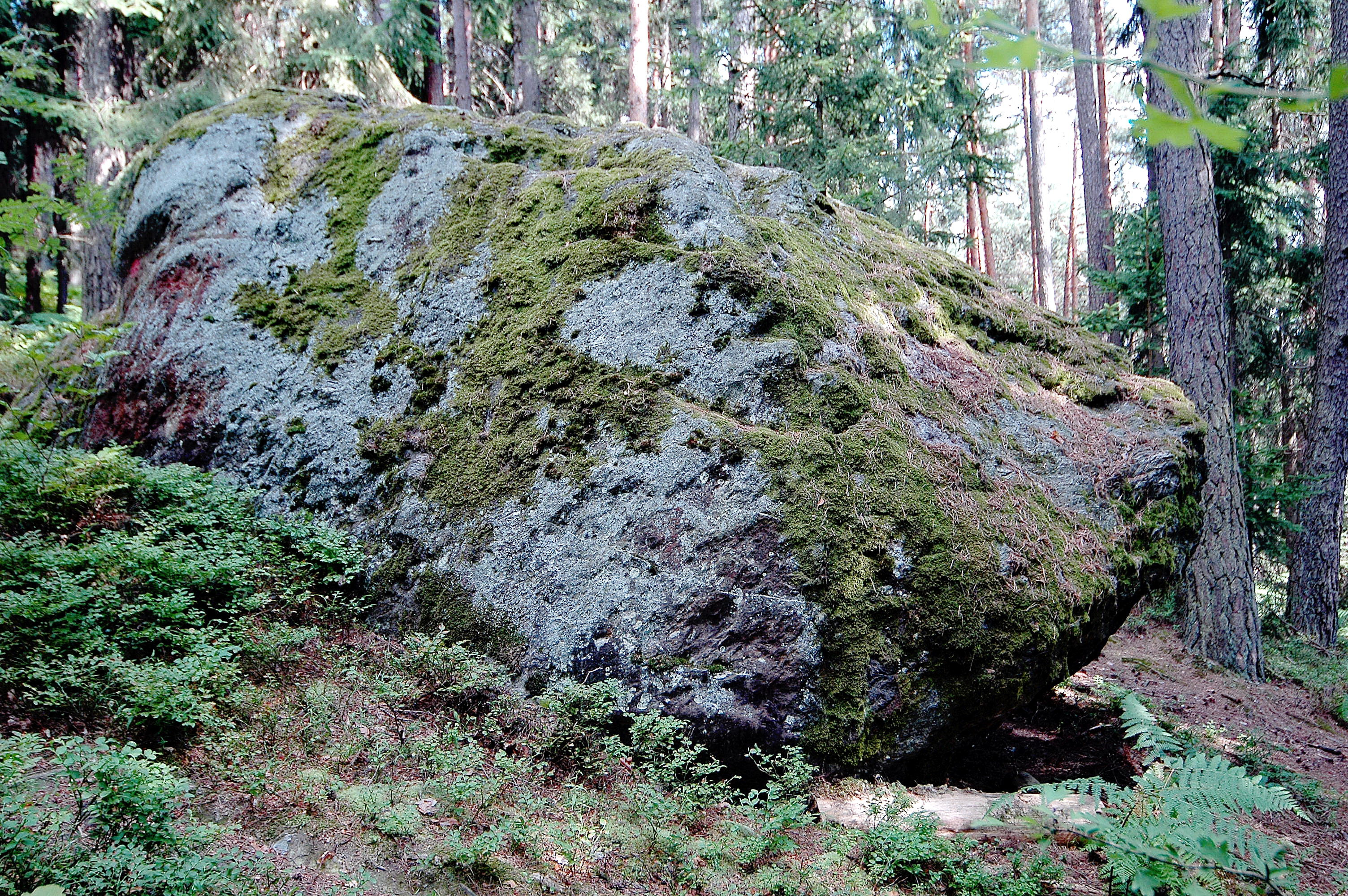
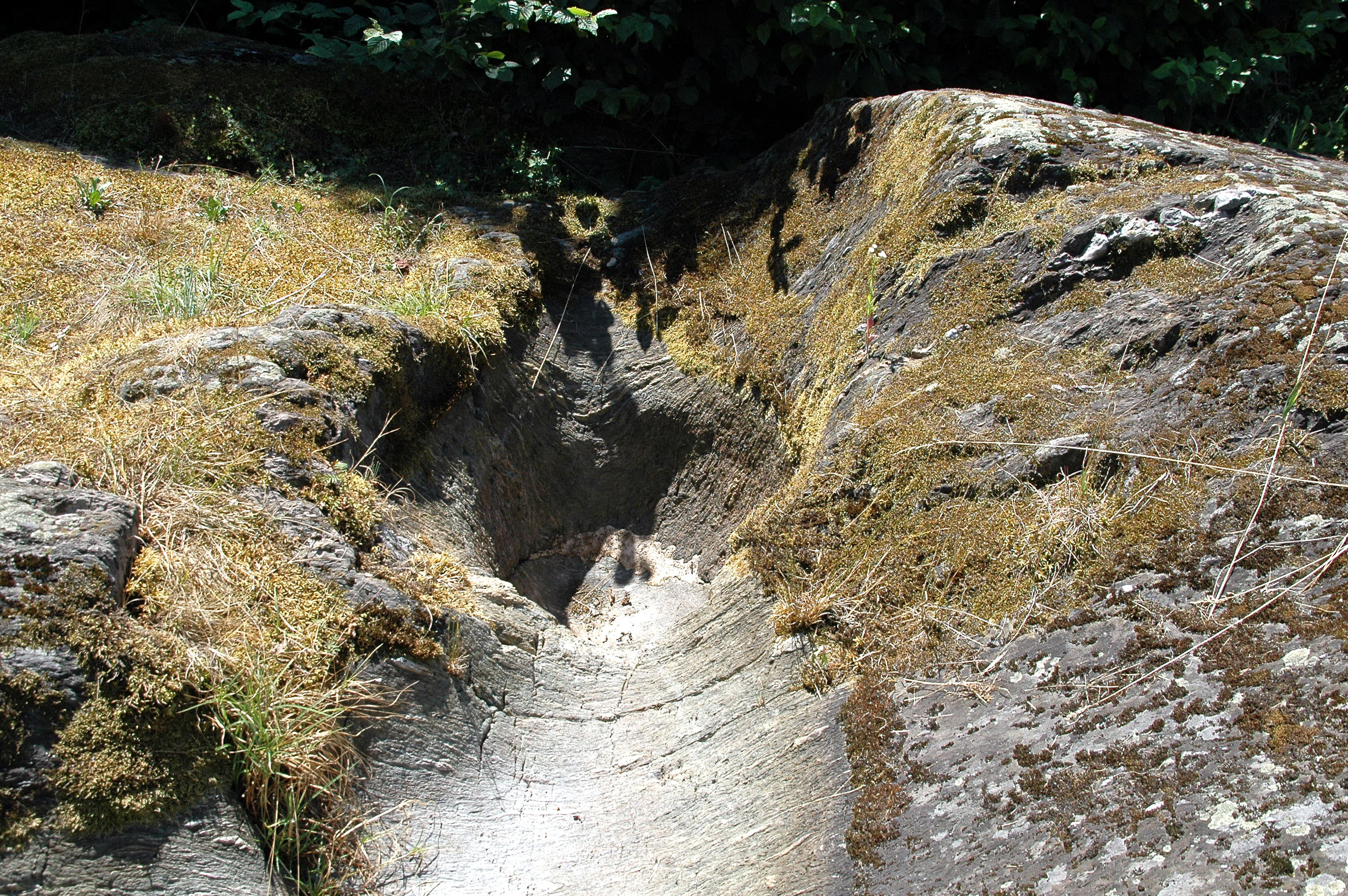
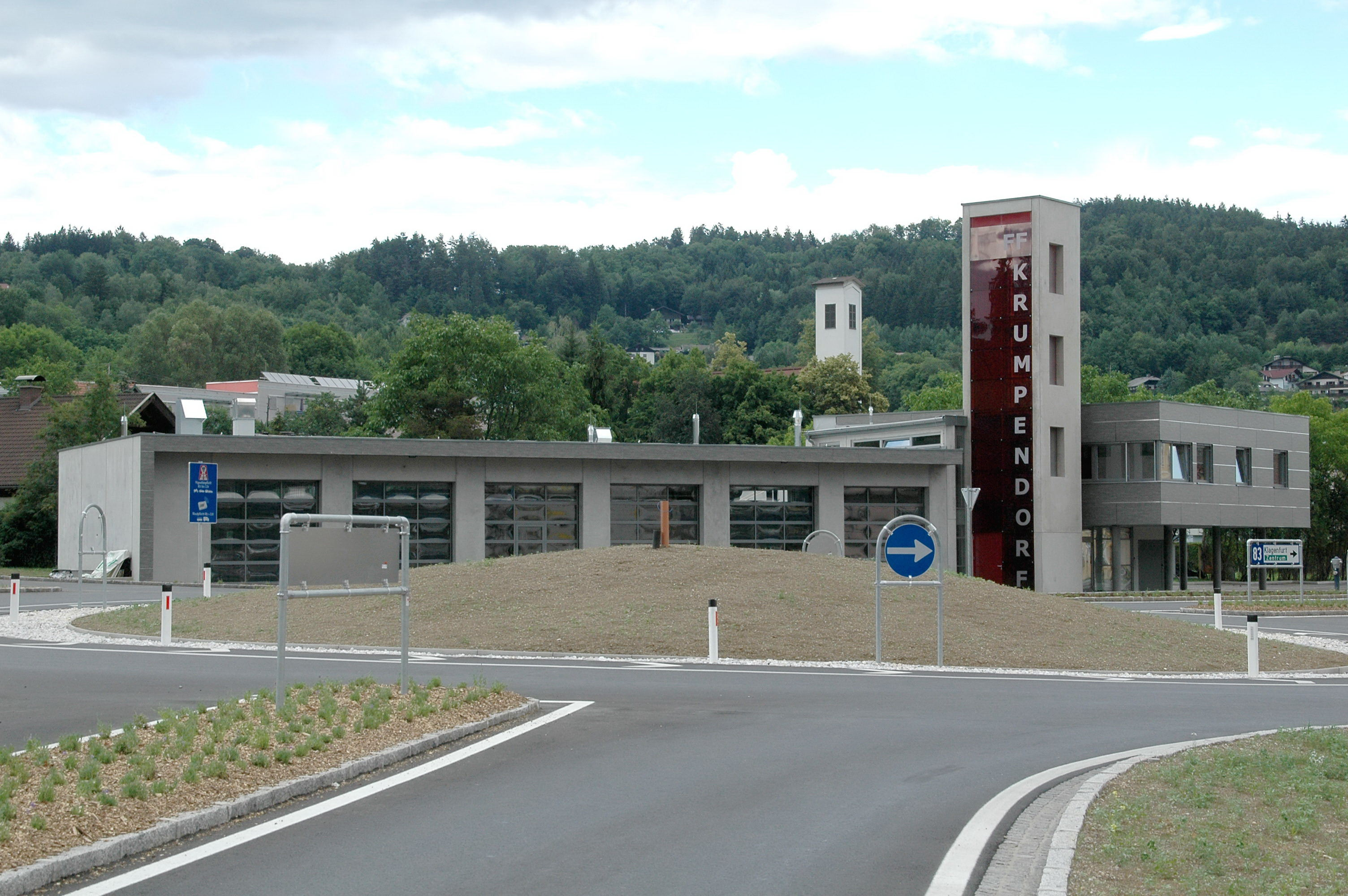
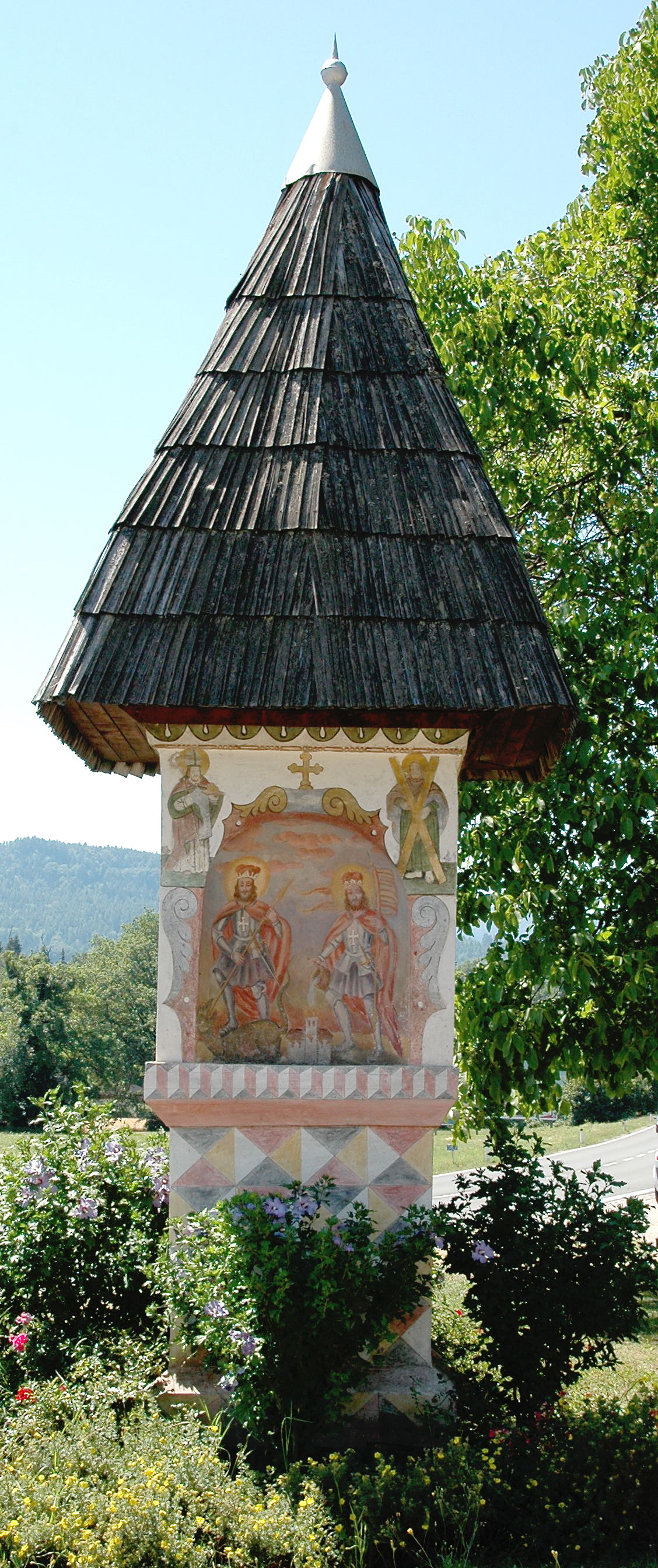